# Venă tibială anterioară
Vena tibială anterioară este o venă de la nivelul membrului  inferior. 
În anatomia umană, există două vene tibiale anterioare. Ele provin și primesc sânge din arcul venos dorsal, de pe spatele piciorului și se varsă în vena poplitee. 
Venele tibiale anterioare drenează articulația gleznei, articulația genunchiului, articulația tibiofibulară și porțiunea anterioară a membrului inferior. 
Cele două vene tibiale anterioare urcă în membrana interosoasă dintre tibie și peroneu și se unesc cu venele tibiale posterioare pentru a forma vena poplitee. 
La fel ca majoritatea venelor profunde din picioare, venele tibiale anterioare sunt însoțite de artera omonimă, artera tibială anterioară, de-a lungul cursului său. 